# Bangkuang
Bangkuang is een bestuurslaag in het regentschap Padang Lawas van de provincie Noord-Sumatra, Indonesië. Bangkuang telt 53 inwoners (volkstelling 2010).